# نوي مارتين فاسكيز
نوي مارتين فاسكيز (بالإسبانية: Noé Martín Vázquez)‏ هو سياسي مكسيكي، ولد في 19 يوليو 1970 في مدينة مكسيكو في المكسيك. حزبياً، نشط في الحزب الثوري المؤسساتي. وقد انتخب عضو مجلس النواب المكسيك.